# 장석

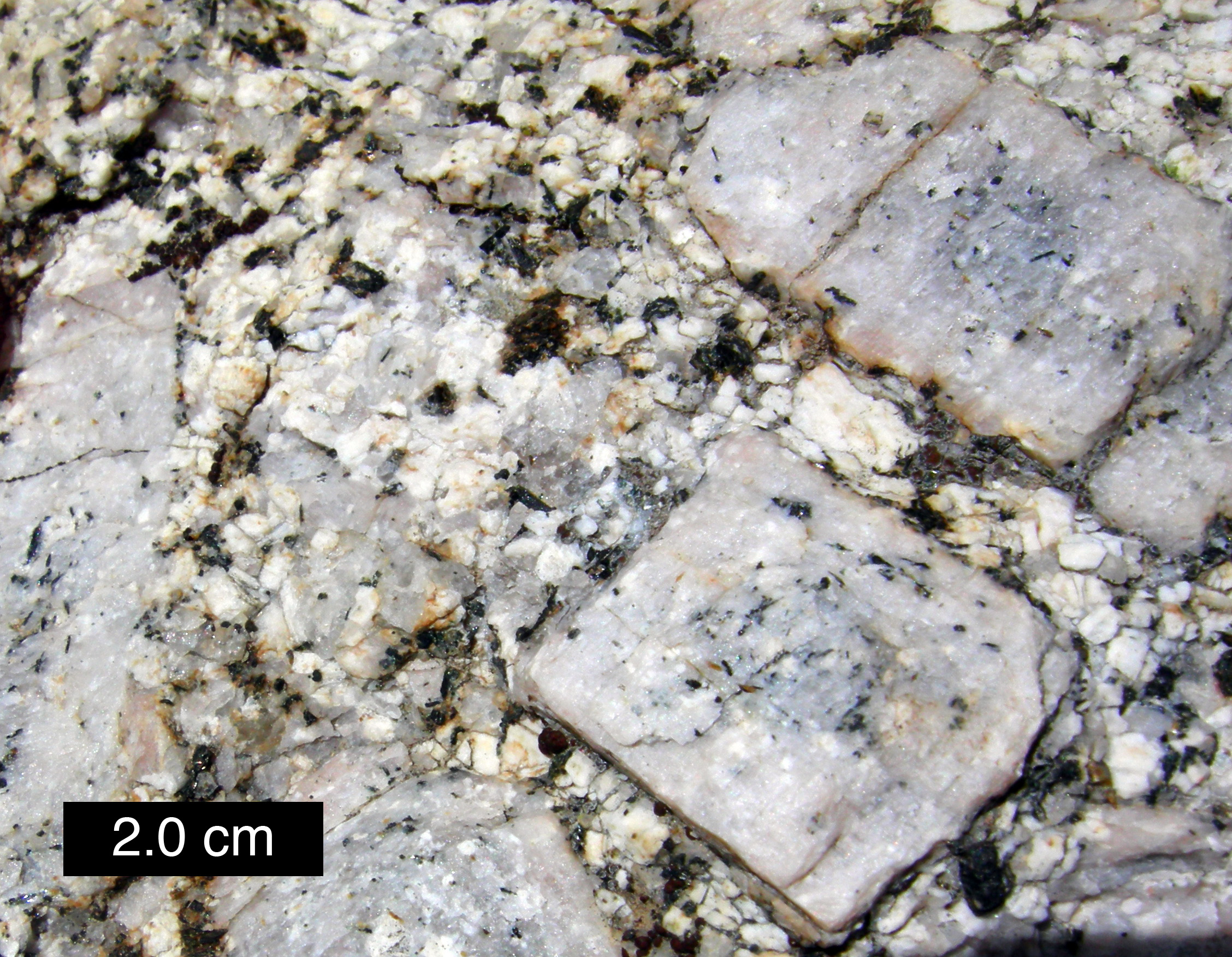

장석(長石, feldspar)은 알루미늄을 포함하는 규산염 광물의 한 종류로 지각의 51%를 차지할 만큼 흔하고 중요한 조암광물이다. 규산염 광물의 분류에 따르면 장석은 석영과 함께 망상 이산화규소 구조를 가지고 있다. 장석은 심성암과 화산암에서 모두 발견되며 변성암과 퇴적암에서도 나타난다. 완전히 사장석으로만 구성된 암석을 아노소사이트라고 한다.
장석은 굉장히 광범위한 광물을 한번에 일컫는 말이기 때문에 그 물리적 특성 역시 다양하다. 대체로 색은 흰색인 경우가 많지만 정장석 중에는 분홍색을 나타내는 경우도 흔하다. 모스 경도는 6-6.5이고 비중은 2.5-2.7 g/cm 3이다.

## 종류
장석은 알루미늄 외에 함유하고 있는 원소에 따라서 크게 세 갈래로 나눈다.
- 정장석은 포타슘-알루미늄 규산염 광물이다. 단사정계에 속한다.
- 미사정석은 역시 포타슘-알루미늄 규산염 광물이다. 삼사정계에 속한다.
- 사장석은 소듐-알루미늄 규산염과 칼슘-알루미늄 규산염의 고용체이다. 삼사정계에 속한다. 사장석은 소듐-알루미늄 규산염의 함량이 적어지는 순서에 따라
  - 조장석(알바이트 en:albite) 90%이상
  - 올리고클래이스 en:oligoclase 70-90%
  - 안데신 en:andesine 50-70%
  - 래브라도라이트 en:labradorite 30-50%
  - 바이토우나이트 en:bytownite 10-30%
  - 회장석(아노사이트 en:anorthite) 10%이하.

으로 구분한다. 산성암에서는 소듐성분이 많고 염기성암에서는 칼슘성분이 우세하다.
한편 순수하게 성분으로만 장석을 보게 되면 KAlSi3O8(Ks), NaAlSi3O8(Ab), CaAl2Si2O8(An)의 세 단종을 구별할 수 있다. 성분에 따라서는 포타슘성분이 함유된 장석을 알칼리 장석이라고 하여 정장석과 미사장석이 포함되고, 나머지는 먼저 번의 분류와 마찬가지로 사장석이라고 부른다. 사장석 계열에서 소듐과 칼슘사이에는 연속적인 고용체가 형성되는 데 반하여 포타슘은 거의 고용체를 형성하지 않는다. 정장석 중에서 일부 소듐을 함유하고 있는 것을 새니딘en:sanidine이라고 한다.

### 알칼리 장석
알칼리 장석(alkali feldspar) 그룹. 칼륨이 풍부한 장석은 칼리장석(K-feldspar)이라 하며 정장석, 미사장석이 포함된다. 화산암 중의 장석과 같이 고온에서 형성된 경우는 사니딘, 아노석 레이스가 되고, 심성암이나 변성암 중의 장석과 같이 중온~저온에서 형성된 경우는 정장석, 미사장석이 된다.

## 같이 보기
- 본차이나